# امبروزین فیلپاتز
امبروزین فیلپاتز (انگلیسی: Ambrosine Phillpotts؛ ۱۳ سپتامبر ۱۹۱۲ – ۱۲ اکتبر ۱۹۸۰) بازیگر اهل بریتانیا بود.
از فیلم‌های او می‌توان به تازه‌کار بی‌رغبت و فرصتی برای پیشرفت اشاره نمود.